# Distretto di Barletta
Il distretto di Barletta fu una circoscrizione amministrativa di secondo livello del Regno di Napoli e, quindi, del Regno delle Due Sicilie. Il distretto, subordinato alla provincia di Terra di Bari, era costituito da 11 comuni e un unito.

## Istituzione e soppressione
Fu costituito nel con la legge 132 del 1806 Sulla divisione ed amministrazione delle province del Regno, varata l'8 agosto di quell'anno da Giuseppe Bonaparte. Dopo l'occupazione garibaldina e l'annessione al Regno di Sardegna, del 1860, e con la proclamazione del Regno d'Italia, del 1861, l'ente fu soppresso.

## Suddivisione in circondari
Il distretto di Barletta, come gli altri distretti del reame, era suddiviso in successivi livelli amministrativi gerarchicamente dipendenti dal precedente. Al livello immediatamente successivo, infatti, vi erano i circondari, che, a loro volta, erano costituiti da comuni.
Le funzioni dei circondari riguardavano esclusivamente l'amministrazione della giustizia. Tali circoscrizioni, che costituivano il terzo livello amministrativo dello stato, delimitavano un ambito territoriale che abbracciava, generalmente, uno o più comuni, tra i quali veniva individuato un capoluogo. In particolare, il distretto di Barletta era suddiviso in 11 circondari, ciascuno dei quali includeva un unico comune, eccezion fatta per il circondario di Terlizzi, che includeva, oltre al capoluogo, il borgo di Sovereto.
Elenco dei circondari:
- Circondario di Barletta:
Barletta
- Circondario di Trani:
Trani
- Circondario di Andria:
Andria
- Circondario di Bisceglie:
Bisceglie
- Circondario di Canosa:
Canosa
- Circondario di Minervino:
Minervino
- Circondario di Spinazzola:
Spinazzola
- Circondario di Molfetta:
Molfetta
- Circondario di Corato:
Corato
- Circondario di Terlizzi:
Terlizzi (con il borgo aggregato di Sovereto)
- Circondario di Ruvo:
Ruvo